# Ворсянковые
Ворся́нковые (лат. Dipsacoideae) — подсемейство двудольных растений, входящее в семейство Жимолостные (Caprifoliaceae).

## Ботаническое описание
Ворсянковые — однолетние, двулетние или многолетние травы, иногда полукустарники, с прямыми или ветвящимися стеблями, иногда почти бесстебельные. Часто высокие (высотой до 2,5 м).
Листья ворсянковых супротивные простые или рассечённые, без прилистников, в различной степени опушённые железистыми или простыми волосками.
Цветки собраны в верхушечные соцветия, образующие густые головки, внешне напоминающие соцветия сложноцветных. Головки состоят из конического, овального или почти плоского цветоложа, усаженного чешуйчатыми или плёнчатыми, иногда редуцированными до щетинок прицветниками, с цветками, расположенными по нескольким спиралям снизу вверх, и окружённое многочисленными листочками общей обертки. Для ворсянковых характерно также наличие сросшейся вокруг цветка оберточки (или внешней чашечки), в то время как собственно чашечка редуцирована, расположена на верхушке завязи, и либо представлена ограниченным числом щетинок, либо полностью исчезает. Цветки, как правило, в той или иной мере зигоморфны, и особенно резко зигоморфны нередко увеличенные краевые в головке цветки. Венчик образует довольно длинную трубку, в отгибе 4- или 5-лопастный, с широкой гаммой расцветки — от белого, через все оттенки розового до тёмно-красного, синего, сиреневого и жёлтого цвета, без запаха. Тычинок 4, очень редко 2, с тонкими длинными нитями, прикреплёнными в верхней части венчика; пыльники в бутоне интрорзные, но во время цветения выносятся из венчика далеко и поворачиваются на 90°, а иногда и на 180°, становятся экстрорзными при вскрывании. Гинецей из 2 плодолистиков, псевдомономерный; завязь нижняя, одногнездная, с 1 висячим семязачатком. 
Плод — орех, заключённый во внешнюю чашечку и обычно увенчанный остающейся чашечкой (если она развита). Семена с тонкой кожурой, маслянистым эндоспермом, окружающим прямой, хорошо дифференцированный, с мясистыми семядолями зелёный зародыш. 

## Распространение
Распространены они главным образом в странах Средиземноморья и в Западной Азии, а также в Европе, немногие из них доходят на востоке до Гималаев, Китая и Японии, на севере — до таёжной зоны, а по горам Восточной Африки — до южной части континента. 
Они встречаются в лесах и на болотах, на сухих склонах, на субальпийских лугах и в степных, полупустынных и пустынных сообществах.

## Роды
Подсемейство Ворсянковые включает 15 родов и около 350 видов:
- Bassecoia B.L.Burtt
- Cephalaria Roem. & Schult. — Головчатка
- Dipsacus L. typus — Ворсянка
- Knautia L. — Короставник
- Lomelosia Raf. — Ломелозия
- Pseudoscabiosa Devesa
- Pterocephalidium G.López
- Pterocephalodes V.Mayer & Ehrend.
- Pterocephalus Adans. — Птероцефалус
- Pycnocomon Hoffmanns. & Link
- Scabiosa L. — Скабиоза
- Sixalix Raf.
- Succisa Haller — Сивец
- Succisella Beck — Сукцизелла
- Triplostegia Wall. ex DC.